# Nehemias' Bog
Nehemias' Bog er en bog i den hebraiske bibel og i Det Gamle Testamente. Historisk anses bogen for at være fortsættelsen af Ezras Bog og bliver nogle gange omtalt som Anden Ezras Bog.
Bogen indeholder fire hoveddele:
- Neh 1-7: Beretningen om genopbygningen af Jerusalems bymur og en liste med navne på dem, der var vendt tilbage fra Babylon.
- Neh 8-10: Beretningen om gudsdyrkelsens tilstand iblandt jøderne på dette tidspunkt.
- Neh 11-12,26: Forøgelsen af indbyggerantallet i Jerusalem; folketællingen af den mandlige del af indbyggerne og navnene på lederne, præsterne og levitterne.
- Neh 12,27-13: Færdiggørelsen af bymuren, fastsættelse af tempelpraksis og refomerne under Nehemias.

## Forfatter og datering
Traditionelt anses Nehemias for at være bogens forfatter, hvilket mange teologer er uenige i. Dele af bogen er skrevet i første person (kap 1-7; 12,27-48 og 13); men der er også dele af bogen, hvor Nehemias omtales i tredje person (kap 8-10). Nogle teologer foreslår, at disse afsnit er skrevet af Ezra, og at Nehemias derefter har samlet disse og sine egne afsnit i ét værk. Nogle mener, at hele eller dele af værket er af en senere oprindelse.